# Taller de explotación laboral

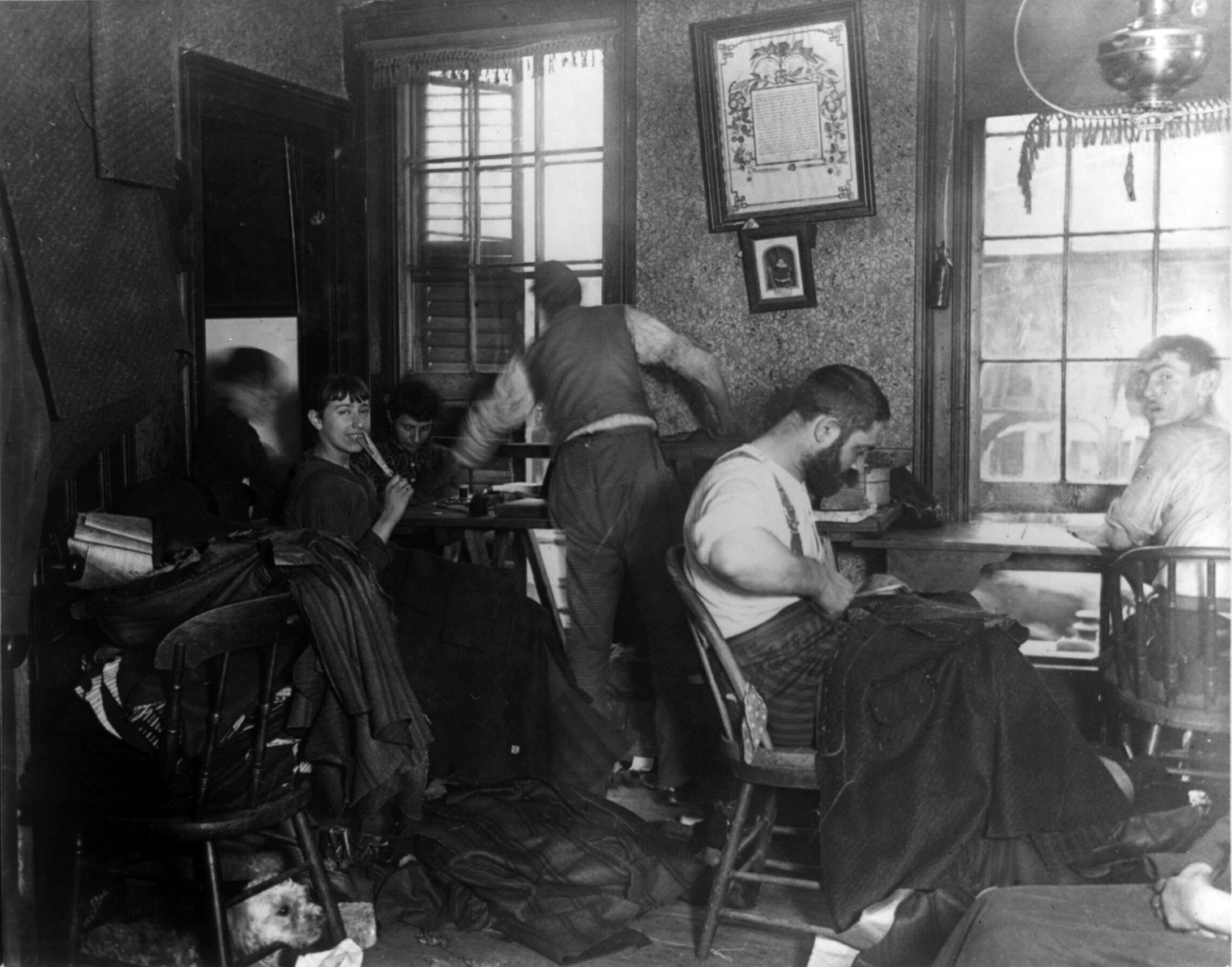
Trabajadores en un taller clandestino en Nueva York, fotografía de alrededor de 1889.

Un taller de explotación laboral o de “trabajo esclavo” es un espacio laboral donde se realizan trabajos fuera de las convenciones internacionales. Queda representado en el siglo xxi por el modelo conocido como sweatshop frecuente y abundante en países en vías de desarrollo o del tercer mundo, y especialmente en Asia, donde el trabajador recibe sueldos muy bajos (el equivalente a 3 euros al día, o unos pocos céntimos la hora), manufacturando ropa, juguetes, calzado y otros bienes de consumo.

## Ejemplos de explotación laboral
Ejemplos de explotación laboral son las maquiladoras o maquilas en México o el trabajo de las aparadoras en España y otros muchos países.
En Blangadés se produjo el Colapso de un edificio en Savar en 2013 que albergaba una fábrica de ropa y tiendas. Las malas condiciones de la edificación y las nulas condiciones de seguridad fueron las causas de la muerte de 1134 personas y otras 2437 que resultaron heridas.

## Tipología
Taller de explotación laboral o de “trabajo esclavo” puede referirse a cualquier centro de producción o fabricación en el que los trabajadores comparten un entorno duro (ventilación inadecuada, deficiencia de infraestructuras higiénicas o carencia de servicios), sometidos ocasionalmente a abusos físicos, mentales o sexuales, así como a condiciones de trabajo peligrosas para la salud o a horarios de trabajo excesivos.
Aún en el siglo xxi, muchos talleres de explotación laboral son propiedad de corporaciones multinacionales o de compañías locales que producen bienes para corporaciones extranjeras. Las corporaciones actúan generalmente a través de un proceso de subcontratas, con lo que no son propietarios directos del taller, pero emplean a la organización menor que es la propietaria y se encarga de la producción. En este contexto, algunas compañías han sido acusadas de usar a niños en los talleres de trabajo esclavo de sus subcontratas. Paralelamente, en algunos países en los que se desarrolla este sofisticado modelo de esclavitud, está prohibido –o reprimido por la fuerza de las armas– el recurso laboral o la práctica del sindicalismo, como defensa de los derechos del trabajador.[cita requerida]
También existen talleres de explotación laboral en los países desarrollados, montados por compañías o particulares que emplean trabajadores sin permiso legal para trabajar (por lo general inmigrantes ilegales), pagándoles un sueldo inferior a lo legalmente reglamentado, y sin declarar su presencia ante las autoridades locales de trabajo ni cubriendo las cuotas de la seguridad social. Esta práctica genera la llamada economía subterránea, que entre otras ventajas permite al contratante el lavado de dinero, y que en algunos países desarrollados llega a alcanzar un porcentaje elevado en comparación a la economía formal.[cita requerida]

## Historia
Los talleres de explotación laboral no son un fenómeno nuevo. Continuando el modelo de la revolución industrial, tanto en los Estados Unidos como en Europa, en el xix y principios del xx, se crearon talleres que ofrecían trabajo a los inmigrantes o ‘trabajadores de baja cualificación’. Los sindicatos y las nuevas leyes y regulaciones laborales consiguieron en ocasiones obligar a los empleadores a mejorar la seguridad y las condiciones de trabajo, y a bajar los sueldos.

## Crítica

### Negativa
Algunos sindicatos, como el AFL-CIO, han ayudado al movimiento contra estos talleres, tanto por un interés filántropico en el bienestar de los trabajadores más desfavorecidos como por propio beneficio. Como los productos producidos en los talleres de explotación laboral son más baratos que los producidos en las fábricas de Estados Unidos o Europa, los sindicatos piensan que esto puede ocasionar que sus miembros pierdan sus trabajos.
Acabar con el “trabajo esclavo” es uno de los objetivos del movimiento antiglobalización, que ha acusado a muchas compañías (como Walt Disney, The Gap y Nike) de hacer uso de este tipo de talleres. Los activistas de este movimiento indican que el proceso de globalización neoliberal favorece los abusos corporativos a los "trabajadores esclavos". Adicionalmente, argumentan que la producción con sueldos bajos en los países desfavorecidos es responsable de la pérdida de empleos en los países del Primer Mundo.
Los artículos 22, 23, 24 y 25 de la Declaración Universal de los Derechos Humanos, entre otros, tratan sobre la materia.

### Positiva
Aquellos que defienden la práctica de trasladar la producción a zonas de bajos sueldos apuntan a un coste de vida inferior como explicación de los sueldos bajos, y argumentan que sus operaciones benefician a la comunidad, al proveerles de empleos, algo que la comunidad necesita. Aun así, algunas compañías se han plegado a la presión pública y han reducido su dependencia de este tipo de talleres.[cita requerida]
Johan Norberg, un intelectual favorable al capitalismo, miembro del Cato Institute y autor del documental británico pro-globalización Globalization is Good (La globalización es buena, 2003), sostiene el siguiente ejemplo en defensa de los talleres de este tipo del tercer mundo:

[Después de oír las críticas] estaba interesado en oír a alguien que, no solamente elogiase los sweatshops [en español traducido como «talleres de trabajo esclavo» o semiesclavo] de Nike, sino que además proclamase que Nike es un ejemplo de negocio bueno y responsable. [Cuando lo encontré], ese "alguien" resultó ser el Partido Comunista de Vietnam, que es el que gobierna ese país. [...] La verdad es que el trabajo parece duro, y las condiciones de trabajo sombrías, si comparamos las fábricas vietnamitas con las fábricas de nuestro país. Pero esa no es la comparación que hacen estos trabajadores. Ellos comparan el trabajo en Nike con la forma como vivían antes, o la forma en la que todavía trabajan sus parientes o vecinos. Y los hechos son reveladores. La paga media en una fábrica de Nike cercana a Ciudad Ho Chi Minh [antigua Saigón] es de $54 al mes, casi tres veces el salario mínimo para una empresa de propiedad estatal [en Vietnam]. Hace 10 años, cuando Nike se estableció en Vietnam, los trabajadores tenían que caminar hasta las fábricas, a menudo muchas millas. Después de tres años de salarios de Nike, pueden permitirse bicicletas. Después de otros tres años pueden permitirse ciclomotores, [...] hoy en día, los trabajadores más antiguos pueden permitirse comprar un automóvil.

Algunos críticos replican[cita requerida] que los que defienden estos argumentos suelen obviar la cuestión de que la entrada de multinacionales subsidiadas por su países de origen en los mercados de los países del tercer mundo lleva a:
1. La destrucción de las economías locales al no poder hacer frente a la competencia (esto en algunos ámbitos académicos se denomina competencia desleal y deterioro de los términos de intercambio).
2. La pérdida de empleos y subsiguiente proletarización de la población local.

De tal manera que, critican, se propone como solución a la pobreza lo que no es más que la propia causa.